# Sports Champions
Sports Champions es un videojuego de PlayStation 3 lanzado el 17 de septiembre de 2010 en Estados Unidos y el 21 de octubre de 2010 en Japón. Es el primer videojuego que incorpora la tecnología PlayStation Move.

## Jugabilidad
Este videojuego incluye una mezcla de deportes medievales y modernos, tales como Disco Golf y duelo de gladiadores.
A diferencia de otros videojuegos deportivos como Wii Sports, Wii Play, Kinect Sports o Kinect Adventures, los jugadores no pueden crear su propio personaje, pueden elegir alguno de los personajes que viene por defecto, desbloquear otros o descargarlos en PlayStation Store.
El juego incluye tres diferentes modos Partida Libre, Modo Desafío y Modo Copa. En partida libre, los jugadores pueden elegir sus propias reglas. En modo desafío, los jugadores deberán completar una serie de desafíos para ganar puntuación. En modo copa, se tiene que enfrentar a otros atletas en una especie de Olimpiadas.

### Deportes Jugables
- Tiro con arco
- Petanca
- Voleibol de playa
- Disco Golf
- Tenis de Mesa
- Duelo de gladiadores